# Rauli Sohlman
Rauli Sohlman (* 23. März 1959 in Tampere) ist ein ehemaliger finnischer Eishockeytorwart und jetziger -trainer, der in seiner aktiven Zeit von 1974 bis 1989 über mehrere Jahre hinweg in der SM-liiga, der höchsten finnischen Spielklasse, gespielt hat. 

## Karriere
Rauli Sohlman begann seine Karriere als Eishockeyspieler in seiner Heimatstadt in der Nachwuchsabteilung von Koo-Vee, für dessen Profimannschaft er von 1974 bis 1979 zunächst in der SM-sarja und ab der Saison 1975/76 in deren Nachfolgewettbewerb SM-liiga aktiv war. Anschließend wechselte der Torwart innerhalb der höchsten finnischen Spielklasse zu Jokerit Helsinki. Den Hauptstadtklub führte er in der Saison 1982/83 zur Vizemeisterschaft und er selbst wurde mit der Urpo-Ylönen-Trophäe als bester Torwart der SM-liiga ausgezeichnet. 1982 und 1985 wurde er zudem zum Ilta-Sanomat Star player der SM-liiga ernannt. In der Saison 1986/87 musste er mit seiner Mannschaft als Tabellenletzter den Abstieg in die zweitklassige I divisioona hinnehmen. In der Saison 1988/89 erreichte er mit Jokerit den Wiederaufstieg in die SM-liiga, woraufhin er seine Karriere bereits im Alter von 30 Jahren beendete.
In den Jahren 2007 und 2008 war Sohlman als Torwarttrainer der finnischen U16-Nationalmannschaft tätig. Seit 2010 arbeitet er in gleicher Position in der Nachwuchsabteilung des Amateurvereins GrIFK.  

### International
Für Finnland nahm Sohlman an der U19-Junioren-Europameisterschaft 1976 sowie den U20-Junioren-Weltmeisterschaften 1977, 1978 und 1979 teil. 

## Erfolge und Auszeichnungen
- 1982 SM-liiga Ilta-Sanomat Star player
- 1983 Finnischer Vizemeister mit Jokerit Helsinki
- 1983 Urpo-Ylönen-Trophäe
- 1985 SM-liiga Ilta-Sanomat Star player
- 1989 Aufstieg in die SM-liiga mit Jokerit Helsinki